# Ukrainische 6-Red-Snooker-Meisterschaft 2021
Die ukrainische 6-Red-Snooker-Meisterschaft 2021 war ein Snookerturnier in der Variante 6-Red-Snooker, das vom 5. bis 8. Februar 2021 im BK Lider in der ukrainischen Hauptstadt Kiew stattfand.
Ukrainischer Meister wurde zum fünften Mal Wladyslaw Wyschnewskyj, der im Finale Serhij Issajenko mit 4:0 besiegte. Den dritten Platz belegten Heorhij Petrunko und Anton Kasakow. Titelverteidiger war Julian Bojko, der mittlerweile Profi geworden war, und nicht an der Meisterschaft teilnahm.
Erstmals wurde ein separater Damenwettbewerb ausgetragen, den die 13-jährige Marharyta Lissowenko durch einen 3:1-Finalsieg gegen Lilija Zarusch gewann. Marija Dazenko und Marija Kruk kamen auf den dritten Rang.

## Herrenturnier

### Modus
Die 29 Teilnehmer traten zunächst im Doppel-K.-o.-System gegeneinander an. Ab dem Viertelfinale wurde im K.-o.-System gespielt.

### Vorrunde

#### Hauptrunde
| Spiel | Spieler 1            | Ergebnis | Spieler 2            |
| ----- | -------------------- | -------- | -------------------- |
| 1     | Anton Kasakow        | –:–      | Freilos              |
| 2     | Oleksandr Risnyk     | 32:32    | Andrij Makjejew      |
| 3     | Petro Sydorenko      | 03:03    | Mochammed Al-Karmaly |
| 4     | Kostjantyn Korolenko | 31:31    | Heorhij Petrunko     |
| 5     | Arsen Petrossow      | 13:13    | Borys Portjanskyj    |
| 6     | Maksym Kunyzja       | 30:30    | Artem Surschykow     |
| 7     | Oleksij Jermolenko   | 03:03    | Petro Surschykow     |
| 8     | Jewhen Sotow         | 31:31    | Serhij Issajenko     |

| Spiel | Spieler 1           | Ergebnis | Spieler 2              |
| ----- | ------------------- | -------- | ---------------------- |
| 9     | Denys Chmelewskyj   | –:–      | Freilos                |
| 10    | Andrij Lewyzkyj     | 30:30    | Mykyta Rudenko         |
| 11    | Roman Blakyta       | 03:03    | Dmytro Dobje           |
| 12    | Ihor Ljalin         | 30:30    | Dmytro Ossypenko       |
| 13    | Wadym Korjahin      | 13:13    | Mykola Nykyforow       |
| 14    | Andrij Kulbako      | 03:03    | Stepan Petrus          |
| 15    | Matwij Lahodsynskyj | 03:03    | Bohdan Tschubarow      |
| 16    | Freilos             | –:–      | Wladyslaw Wyschnewskyj |

#### 1. Gewinnerrunde
16 Spieler (Sieger der Hauptrunde)
| Spiel | Spieler 1          | Ergebnis | Spieler 2        |
| ----- | ------------------ | -------- | ---------------- |
| 17    | Anton Kasakow      | 03:03    | Andrij Makjejew  |
| 18    | Petro Sydorenko    | 31:31    | Heorhij Petrunko |
| 19    | Arsen Petrossow    | 31:31    | Artem Surschykow |
| 20    | Oleksij Jermolenko | 30:30    | Serhij Issajenko |

| Spiel | Spieler 1           | Ergebnis | Spieler 2              |
| ----- | ------------------- | -------- | ---------------------- |
| 21    | Denys Chmelewskyj   | 03:03    | Mykyta Rudenko         |
| 22    | Roman Blakyta       | 30:30    | Dmytro Ossypenko       |
| 23    | Wadym Korjahin      | 03:03    | Andrij Kulbako         |
| 24    | Matwij Lahodsynskyj | 30:30    | Wladyslaw Wyschnewskyj |

#### 2. Gewinnerrunde
8 Spieler (Sieger der 1. Gewinnerrunde)
| Spiel | Spieler 1        | Ergebnis | Spieler 2        |
| ----- | ---------------- | -------- | ---------------- |
| 41    | Anton Kasakow    | 03:03    | Heorhij Petrunko |
| 42    | Artem Surschykow | 30:30    | Serhij Issajenko |

| Spiel | Spieler 1         | Ergebnis | Spieler 2              |
| ----- | ----------------- | -------- | ---------------------- |
| 43    | Denys Chmelewskyj | 32:32    | Dmytro Ossypenko       |
| 44    | Wadym Korjahin    | 31:31    | Wladyslaw Wyschnewskyj |

#### 1. Verliererrunde
16 Spieler (Verlierer der Hauptrunde)
| Spiel | Spieler 1            | Ergebnis | Spieler 2            |
| ----- | -------------------- | -------- | -------------------- |
| 25    | Freilos              | –:–      | Oleksandr Risnyk     |
| 26    | Mochammed Al-Karmaly | 32:32    | Kostjantyn Korolenko |
| 27    | Borys Portjanskyj    | 13:13    | Maksym Kunyzja       |
| 28    | Petro Surschykow     | 32:32    | Jewhen Sotow         |

| Spiel | Spieler 1         | Ergebnis | Spieler 2       |
| ----- | ----------------- | -------- | --------------- |
| 29    | Freilos           | –:–      | Andrij Lewyzkyj |
| 30    | Dmytro Dobje      | 03:03    | Ihor Ljalin     |
| 31    | Mykola Nykyforow  | 13:13    | Stepan Petrus   |
| 32    | Bohdan Tschubarow | –:–      | Freilos         |

#### 2. Verliererrunde
16 Spieler (Sieger der 1. Verliererrunde gegen Verlierer der Gewinnerrunde)
| Spiel | Spieler 1            | Ergebnis | Spieler 2           |
| ----- | -------------------- | -------- | ------------------- |
| 33    | Oleksandr Risnyk     | 13:13    | Matwij Lahodsynskyj |
| 34    | Kostjantyn Korolenko | 13:13    | Andrij Kulbako      |
| 35    | Borys Portjanskyj    | 13:13    | Roman Blakyta       |
| 36    | Jewhen Sotow         | 31:31    | Mykyta Rudenko      |

| Spiel | Spieler 1         | Ergebnis | Spieler 2          |
| ----- | ----------------- | -------- | ------------------ |
| 37    | Andrij Lewyzkyj   | 30:30    | Oleksij Jermolenko |
| 38    | Dmytro Dobje      | 30:30    | Arsen Petrossow    |
| 39    | Mykola Nykyforow  | 30:30    | Petro Sydorenko    |
| 40    | Bohdan Tschubarow | 31:31    | Andrij Makjejew    |

#### 3. Verliererrunde
8 Spieler (Sieger der 2. Verliererrunde)
| Spiel | Spieler 1         | Ergebnis | Spieler 2            |
| ----- | ----------------- | -------- | -------------------- |
| 45    | Oleksandr Risnyk  | 32:32    | Kostjantyn Korolenko |
| 46    | Borys Portjanskyj | 30:30    | Mykyta Rudenko       |

| Spiel | Spieler 1          | Ergebnis | Spieler 2       |
| ----- | ------------------ | -------- | --------------- |
| 47    | Oleksij Jermolenko | 32:32    | Arsen Petrossow |
| 48    | Petro Sydorenko    | 13:13    | Andrij Makjejew |

#### 4. Verliererrunde
8 Spieler (Sieger der 3. Verliererrunde gegen Verlierer der 2. Gewinnerrunde)
| Spiel | Spieler 1            | Ergebnis | Spieler 2        |
| ----- | -------------------- | -------- | ---------------- |
| 49    | Kostjantyn Korolenko | 13:13    | Artem Surschykow |
| 50    | Mykyta Rudenko       | 32:32    | Heorhij Petrunko |

| Spiel | Spieler 1       | Ergebnis | Spieler 2         |
| ----- | --------------- | -------- | ----------------- |
| 51    | Arsen Petrossow | 30:30    | Wadym Korjahin    |
| 52    | Petro Sydorenko | 23:23    | Denys Chmelewskyj |

### Finalrunde
|  | Viertelfinale          | Viertelfinale          |                  |   | Halbfinale | Halbfinale |  |  | Finale | Finale |
|  |                        |                        |                  |   |            |            |  |  |        |        |
|  | Anton Kasakow          | 3                      |                  |   |            |            |  |  |        |        |
|  | Petro Sydorenko        | 1                      |                  |   |            |            |  |  |        |        |
|  | Petro Sydorenko        | 1                      | Anton Kasakow    | 2 |            |            |  |  |        |        |
|  |                        |                        | Anton Kasakow    | 2 |            |            |  |  |        |        |
|  |                        | Serhij Issajenko       | 4                |   |            |            |  |  |        |        |
|  | Serhij Issajenko       | Serhij Issajenko       | 4                | 3 |            |            |  |  |        |        |
|  | Serhij Issajenko       |                        |                  | 3 |            |            |  |  |        |        |
|  | Wadym Korjahin         | 0                      |                  |   |            |            |  |  |        |        |
|  |                        |                        | Serhij Issajenko | 0 |            |            |  |  |        |        |
|  |                        | Wladyslaw Wyschnewskyj | 4                |   |            |            |  |  |        |        |
|  | Dmytro Ossypenko       | 1                      |                  |   |            |            |  |  |        |        |
|  | Heorhij Petrunko       | 3                      |                  |   |            |            |  |  |        |        |
|  | Heorhij Petrunko       | 3                      | Heorhij Petrunko | 2 |            |            |  |  |        |        |
|  |                        |                        | Heorhij Petrunko | 2 |            |            |  |  |        |        |
|  |                        | Wladyslaw Wyschnewskyj | 4                |   |            |            |  |  |        |        |
|  | Wladyslaw Wyschnewskyj | Wladyslaw Wyschnewskyj | 4                | 3 |            |            |  |  |        |        |
|  | Wladyslaw Wyschnewskyj |                        |                  | 3 |            |            |  |  |        |        |
|  | Kostjantyn Korolenko   | 1                      |                  |   |            |            |  |  |        |        |

## Damenturnier

### Modus
Die 14 Teilnehmerinnen wurden in vier Gruppen eingeteilt, in denen sie im Round-Robin-Modus gegeneinander antraten. Die zwei Bestplatzierten jeder Gruppe qualifizierten sich für die Finalrunde, in der das Turnier im K.-o.-System fortgesetzt wurde.

### Vorrunde

#### Gruppe A
| Platz | Spielerin            | G | V | Frames |
| ----- | -------------------- | - | - | ------ |
| 1     | Marharyta Lissowenko | 2 | 0 | 4:0    |
| 2     | Marija Dazenko       | 1 | 1 | 2:2    |
| 3     | Marharyta Bilous     | 0 | 2 | 0:4    |

| Spiel | Spieler 1            | Ergebnis | Spieler 2        |
| ----- | -------------------- | -------- | ---------------- |
| 1     | Marharyta Lissowenko | 02:02    | Marharyta Bilous |
| 2     | Marharyta Lissowenko | 02:02    | Marija Dazenko   |
| 3     | Marija Dazenko       | 02:02    | Marharyta Bilous |

#### Gruppe B
| Platz | Spielerin              | G | V | Frames |
| ----- | ---------------------- | - | - | ------ |
| 1     | Marija Kruk            | 2 | 0 | 4:0    |
| 2     | Rjenata Schtschyruk    | 1 | 1 | 2:2    |
| 3     | Anastassija Schaschyna | 0 | 2 | 0:4    |

| Spiel | Spieler 1           | Ergebnis | Spieler 2              |
| ----- | ------------------- | -------- | ---------------------- |
| 1     | Rjenata Schtschyruk | 02:02    | Anastassija Schaschyna |
| 2     | Rjenata Schtschyruk | 20:20    | Marija Kruk            |
| 3     | Marija Kruk         | 02:02    | Anastassija Schaschyna |

#### Gruppe C
| Platz | Spielerin            | G | V | Frames |
| ----- | -------------------- | - | - | ------ |
| 1     | Julija Malachowa     | 3 | 0 | 6:0    |
| 2     | Hanna Lissowenko     | 2 | 1 | 4:3    |
| 3     | Oleksandra Luhowazka | 1 | 2 | 3:4    |
| 4     | Sofija Jakowljewa    | 0 | 3 | 0:6    |

| Spiel | Spieler 1            | Ergebnis | Spieler 2            |
| ----- | -------------------- | -------- | -------------------- |
| 1     | Julija Malachowa     | 02:02    | Hanna Lissowenko     |
| 2     | Sofija Jakowljewa    | 20:20    | Oleksandra Luhowazka |
| 3     | Julija Malachowa     | 02:02    | Oleksandra Luhowazka |
| 4     | Hanna Lissowenko     | 02:02    | Sofija Jakowljewa    |
| 5     | Julija Malachowa     | 02:02    | Sofija Jakowljewa    |
| 6     | Oleksandra Luhowazka | 21:21    | Hanna Lissowenko     |

#### Gruppe D
| Platz | Spielerin            | G | V | Frames |
| ----- | -------------------- | - | - | ------ |
| 1     | Lilija Zarusch       | 3 | 0 | 6:0    |
| 2     | Daryna Schaschyna    | 2 | 1 | 4:2    |
| 3     | Kateryna Tschernenko | 1 | 2 | 2:4    |
| 4     | Jelysaweta Tschorna  | 0 | 3 | 0:6    |

| Spiel | Spieler 1            | Ergebnis | Spieler 2            |
| ----- | -------------------- | -------- | -------------------- |
| 1     | Daryna Schaschyna    | 20:20    | Lilija Zarusch       |
| 2     | Jelysaweta Tschorna  | 20:20    | Kateryna Tschernenko |
| 3     | Daryna Schaschyna    | 02:02    | Kateryna Tschernenko |
| 4     | Lilija Zarusch       | 02:02    | Jelysaweta Tschorna  |
| 5     | Daryna Schaschyna    | 02:02    | Jelysaweta Tschorna  |
| 6     | Kateryna Tschernenko | 20:20    | Lilija Zarusch       |

### Finalrunde
|  | Viertelfinale        | Viertelfinale        |                      |   | Halbfinale | Halbfinale |  |  | Finale | Finale |
|  |                      |                      |                      |   |            |            |  |  |        |        |
|  | Lilija Zarusch       | 3                    |                      |   |            |            |  |  |        |        |
|  | Rjenata Schtschyruk  | 0                    |                      |   |            |            |  |  |        |        |
|  | Rjenata Schtschyruk  | 0                    | Lilija Zarusch       | 3 |            |            |  |  |        |        |
|  |                      |                      | Lilija Zarusch       | 3 |            |            |  |  |        |        |
|  |                      | Marija Kruk          | 1                    |   |            |            |  |  |        |        |
|  | Daryna Schaschyna    | Marija Kruk          | 1                    | 2 |            |            |  |  |        |        |
|  | Daryna Schaschyna    |                      |                      | 2 |            |            |  |  |        |        |
|  | Marija Kruk          | 3                    |                      |   |            |            |  |  |        |        |
|  |                      |                      | Lilija Zarusch       | 1 |            |            |  |  |        |        |
|  |                      | Marharyta Lissowenko | 3                    |   |            |            |  |  |        |        |
|  | Marharyta Lissowenko | 3                    |                      |   |            |            |  |  |        |        |
|  | Hanna Lissowenko     | 1                    |                      |   |            |            |  |  |        |        |
|  | Hanna Lissowenko     | 1                    | Marharyta Lissowenko | 3 |            |            |  |  |        |        |
|  |                      |                      | Marharyta Lissowenko | 3 |            |            |  |  |        |        |
|  |                      | Marija Dazenko       | 0                    |   |            |            |  |  |        |        |
|  | Marija Dazenko       | Marija Dazenko       | 0                    | 3 |            |            |  |  |        |        |
|  | Marija Dazenko       |                      |                      | 3 |            |            |  |  |        |        |
|  | Julija Malachowa     | 2                    |                      |   |            |            |  |  |        |        |